# Anthaib

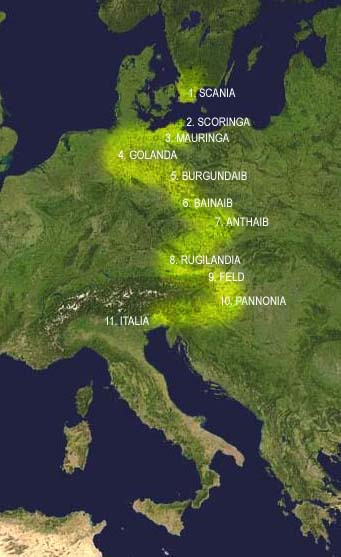
Le principali tappe della migrazione dei Longobardi.

Anthaib è il nome con il quale l'Origo gentis Langobardorum, ripresa da Paolo Diacono (che però ne muta la grafia in Anthab), indica una delle regioni dove si stabilirono i Longobardi a partire dalla fine del II secolo, dopo le Guerre marcomanniche.
Incerta l'esatta collocazione della regione. Di certo si trattava di un'area posta a sud dell'Elba; la localizzazione precisa dipende però dalla ricostruzione etimologica del toponimo. La maggior parte degli studiosi colloca l'Anthaib a sud-est della Landa di Luneburgo (la "Golanda" della tradizione longobarda), tra gli odierni Hannover orientale e Altmark, correlando Anthaib con l'alto tedesco antico "anti" (tedesco moderno "Ende"), che significa "fine, confine". Altri invece fanno derivare il toponimo dal nome del popolo iranico slavizzato degli Anti. Tuttavia, tale ipotesi è problematica, giacché questo popolo viveva troppo a est, tra Nistro e Dnepr, a meno di accettare l'ipotesi di una loro possibile divisione: in questo caso, Anthaib sarebbe il territorio posto tra Danubio e Tibisco occupato da una parte degli Anti in fuga dagli Unni.

### Fonti primarie
- Origo gentis Langobardorum, a cura di Georg Waitz, in Monumenta Germaniae Historica SS rer. Lang.
- Paolo Diacono, Historia Langobardorum (Storia dei Longobardi, cura e commento di Lidia Capo, Milano, Lorenzo Valla/Mondadori, 1992).

### Letteratura storiografica
- Lidia Capo, Commento a  Paolo Diacono, Storia dei Longobardi, a cura di Lidia Capo, Milano, Lorenzo Valla/Mondadori, 1992, ISBN 88-04-33010-4.
- Sergio Rovagnati, I Longobardi, Milano, Xenia, 2003, ISBN 88-7273-484-3.